# 카르고
《카르고》(Cargo)는 스위스에서 제작된 이반 엥글러, 랠프 에터 감독의 2009년 SF, 미스터리, 스릴러 영화이다. 안나 카타리나 쉬바브로 등이 주연으로 출연하였다. 이반 엥글러 감독의 최초의 주요 장편 영화이기도 하다.

## 출연

### 주연
- 안나 카타리나 쉬바브로
- 마틴 라폴드
- 피에르 세믈러
- 마이클 핑거

### 조연
- 클로드 올리버 루돌프
- 양좀 브라우엔
- 레귤라 그로윌러
- 질 추디

## 기타
- 공동제작: 이반 엔글러
- 원안 & 각본: 이반 엔글러